# Gymnobela oculifera
Gymnobela oculifera é uma espécie de gastrópode do gênero Gymnobela, pertencente a família Raphitomidae.